# 大口蟲鰻
大口蟲鰻為輻鰭魚綱鰻鱺目糯鰻亞目蛇鰻科的其中一種，分布於太平洋的印尼及薩摩亞群島海域，體長可達22.5公分，棲息在沙底質海域，為底棲性魚類，屬肉食性，生活習性不明。

## 擴展閱讀
維基物種上的相關：大口蟲鰻